# اوغورتاشی (گوله)
اوغورتاشی (به ترکی استانبولی: Uğurtaşı، به ارمنی: Դորթքիլիսա) یک منطقهٔ مسکونی در ترکیه است که در گوله (شهر) واقع شده‌است.